# Психички процеси
Психички процеси могу бити когнитивни, емоционални и конативни процеси. То су врсте психичких појава које изучава психологија.
У когнитивне или интелектуалне процесе спада нпр. мишљење, памћење, учење, заборављање. 
Емоционални процеси су сва урођена и стечена осећања код људи: страх, гнев, радост, жалост, љубав, мржња итд. 
Конативни или вољни процеси чине све наше одлуке и радње које чинимо из добре воље, поштујући при томе саме себе и друге особе за заједницу њене вредности.